# هانس كنول
هانس كنول (بالألمانية: Hans Knoll؛ بالإنجليزية: Hans Knoll) هو رائد أعمال أمريكي وألماني، ولد في 1914 في شتوتغارت في ألمانيا، وتوفي في 1955 في كوبا.